# Equipo de Servicios Técnicos
El Equipo de Servicios Técnicos   (del idioma inglés: Technical Services Staff ‘'Equipo de Servicios Técnicos’)   es el componente de la Agencia Central de Inteligencia de los Estados Unidos encargado de crear los gadgets, disfraces, falsificaciones escrituras secretas, armas  y asesinatos (fundamentalmente de Acción Ejecutiva ) 

## Desarrollo
En los 1950s y a principios de los 1960s también investigó y experimentó el uso de  drogas, químicos, hipnosis, y  aislamiento para extraer información de fuentes humanas ( interrogación)  como para hacer más fácil a los norteamericanos cautivos resistir a la interrogación . Es parte del  Directorado de la CIA para la Ciencia y la Tecnología. Su director más famoso fue Sidney Gottlieb
También llamada Oficina de Servicios Técnicos  (Office of Technical Services)  y División de Servicios Técnicos (Technical Services Division/)  (TSD) o  TSS).